# Liste der Bodendenkmäler in Senden (Bayern)
Auf dieser Seite sind die Bodendenkmäler in der schwäbischen Stadt Senden zusammengestellt. Diese Tabelle ist eine Teilliste der Liste der Bodendenkmäler in Bayern. Grundlage ist die Bayerische Denkmalliste, die auf Basis des Bayerischen Denkmalschutzgesetzes vom 1. Oktober 1973 erstmals erstellt wurde und seither durch das Bayerische Landesamt für Denkmalpflege geführt wird. Die folgenden Angaben ersetzen nicht die rechtsverbindliche Auskunft der Denkmalschutzbehörde.

## Bodendenkmäler der Stadt Senden

### Bodendenkmäler in der Gemarkung Aufheim
| Lage               | Objekt | Akten-Nr.     | Bild |
| ------------------ | --- | ------------- | ---- |
| Aufheim (Standort) | Grabhügel der Hallstattzeit. | D-7-7626-0095 |      |
| Aufheim (Standort) | Grabhügel vorgeschichtlicher Zeitstellung. | D-7-7626-0097 |      |
| Aufheim (Standort) | Siedlung des Mittelneolithikums. | D-7-7626-0214 |      |
| Aufheim (Standort) | Mittelalterliche und frühneuzeitliche Befunde im Bereich der Katholischen Pfarrkirche St. Johannes Baptist in Aufheim und ihrer Vorgängerbauten. Siehe auch: St. Johannes Baptist (Aufheim) | D-7-7626-0281 |      |

### Bodendenkmäler in der Gemarkung Ay a.d.Iller
| Lage                    | Objekt                                                              | Akten-Nr.     | Bild |
| ----------------------- | ------------------------------------------------------------------- | ------------- | ---- |
| Ay a.d.Iller (Standort) | Siedlung vor- und frühgeschichtlicher Zeitstellung.                 | D-7-7626-0088 |      |
| Ay a.d.Iller (Standort) | Gräber der römischen Kaiserzeit.                                    | D-7-7626-0089 |      |
| Ay a.d.Iller (Standort) | Gräber der Urnenfelderzeit.                                         | D-7-7626-0092 |      |
| Ay a.d.Iller (Standort) | Rechteckige Grabenanlage vor- und frühgeschichtlicher Zeitstellung. | D-7-7626-0282 |      |

### Bodendenkmäler in der Gemarkung Gerlenhofen
| Lage                   | Objekt                                              | Akten-Nr.     | Bild |
| ---------------------- | --------------------------------------------------- | ------------- | ---- |
| Gerlenhofen (Standort) | Siedlung vor- und frühgeschichtlicher Zeitstellung. | D-7-7626-0065 |      |

### Bodendenkmäler in der Gemarkung Hittistetten
| Lage                    | Objekt | Akten-Nr.     | Bild |
| ----------------------- | --- | ------------- | ---- |
| Hittistetten (Standort) | Siedlung des Altneolithikums. | D-7-7626-0151 |      |
| Hittistetten (Standort) | Siedlung des Jungneolithikums. | D-7-7626-0165 |      |
| Hittistetten (Standort) | Hofwüstung des späten Mittelalters. | D-7-7626-0185 |      |
| Hittistetten (Standort) | Mittelalterliche und frühneuzeitliche Befunde im Bereich der Katholischen Kapelle St. Leonhard in Hittistetten. Siehe auch: St. Leonhard (Hittistetten) | D-7-7626-0320 |      |

### Bodendenkmäler in der Gemarkung Senden
| Lage              | Objekt | Akten-Nr.     | Bild |
| ----------------- | --- | ------------- | ---- |
| Senden (Standort) | Siedlung der Urnenfelderzeit und der Hallstattzeit.                                                                                       | D-7-7626-0084 |      |
| Senden (Standort) | Grabhügel vorgeschichtlicher Zeitstellung.                                                                                                | D-7-7626-0086 |      |
| Senden (Standort) | Grabhügel der Hallstattzeit. | D-7-7626-0096 |      |
| Senden (Standort) | Siedlung der Hallstattzeit. | D-7-7626-0139 |      |
| Senden (Standort) | Villa rustica der römischen Kaiserzeit.                                                                                                   | D-7-7626-0162 |      |
| Senden (Standort) | Mittelalterliche und frühneuzeitliche Befunde im Bereich der Katholischen Pfarrkirche St. Jodok in Senden. Siehe auch: St. Jodok (Senden) | D-7-7626-0287 |      |

### Bodendenkmäler in der Gemarkung Vöhringen
| Lage                 | Objekt                             | Akten-Nr.     | Bild |
| -------------------- | ---------------------------------- | ------------- | ---- |
| Vöhringen (Standort) | Siedlung der römischen Kaiserzeit. | D-7-7726-0127 |      |

### Bodendenkmäler in der Gemarkung Witzighausen
| Lage                    | Objekt | Akten-Nr.     | Bild |
| ----------------------- | --- | ------------- | ---- |
| Witzighausen (Standort) | Burgstall des Mittelalters. | D-7-7626-0109 |      |
| Witzighausen (Standort) | Grabhügel vorgeschichtlicher Zeitstellung. | D-7-7626-0110 |      |
| Witzighausen (Standort) | Freilandstation des Spätpaläolithikums und des Mesolithikums, Siedlung des Mittel-, Jung- und Endneolithikums, Eisenverhüttungsplatz der Latènezeit.                                                  | D-7-7626-0206 |      |
| Witzighausen (Standort) | Freilandstation des Spätpaläolithikums und Frühmesolithikums, Siedlung des Neolithikums. | D-7-7626-0208 |      |
| Witzighausen (Standort) | Mittelalterliche und frühneuzeitliche Befunde im Bereich der Katholischen Pfarr- und Wallfahrtskirche Mariä Geburt in Witzighausen und ihrer Vorgängerbauten. Siehe auch: Mariä Geburt (Witzighausen) | D-7-7626-0289 |      |

### Bodendenkmäler in der Gemarkung Wullenstetten
| Lage                     | Objekt | Akten-Nr.     | Bild |
| ------------------------ | --- | ------------- | ---- |
| Wullenstetten (Standort) | Siedlung vor- und frühgeschichtlicher Zeitstellung. | D-7-7626-0099 |      |
| Wullenstetten (Standort) | Teilstück einer Straße der römischen Kaiserzeit. | D-7-7626-0100 |      |
| Wullenstetten (Standort) | Burgstall des Mittelalters. | D-7-7626-0101 |      |
| Wullenstetten (Standort) | Siedlung der römischen Kaiserzeit und Burgstall des Mittelalters. | D-7-7626-0102 |      |
| Wullenstetten (Standort) | Körpergräber vor- und frühgeschichtlicher Zeitstellung und Siedlung der römischen Kaiserzeit. | D-7-7626-0103 |      |
| Wullenstetten (Standort) | Siedlung des Mittelneolithikums. | D-7-7626-0212 |      |
| Wullenstetten (Standort) | Mittelalterliche und frühneuzeitliche Befunde im Bereich der Katholischen Pfarrkirche Mariä Verkündigung in Wullenstetten und ihrer Vorgängerbauten. Siehe auch: Mariä Verkündigung (Wullenstetten) | D-7-7626-0292 |      |